# Ryuthela ishigakiensis
Espèce
Synonymes
- Ryuthela nishihirai ishigakiensis Haupt, 1983

Ryuthela ishigakiensis est une espèce d'araignées mésothèles de la famille des Liphistiidae.

## Distribution
Cette espèce est endémique d'Ishigaki-jima dans les îles Yaeyama dans l'archipel Nansei au Japon,.

## Description
Le mâle holotype mesure 9,2 mm et la femelle paratype 13,3 mm.
Le mâle décrit par Xu, Liu, Ono, Chen, Kuntner et Li en 2017 mesure 11,15 mm et les femelles mesurent de 11,40 à 14,48 mm.

## Systématique et taxinomie
Cette espèce a été décrite sous le protonyme Ryuthela nishihirai ishigakiensis par Haupt en 1983. Elle est élevée au rang d'espèce par Ono en 1997.
Ryuthela tanikawai, placée en synonymie par Tanikawa en 2013, a été relevée de synonymie par Dunlop, Steffensen et Ono en 2014.

## Étymologie
Son nom d'espèce, composé de ishigaki et du suffixe latin -ensis, « qui vit dans, qui habite », lui a été donné en référence au lieu de sa découverte, Ishigaki-jima.

## Publication originale
- Haupt, 1983 : « Vergleichende Morphologie der Genitalorgane und Phylogenie der liphistiomorphen Webspinnen (Araneae: Mesothelae). 1. Revision der bisher bekannten Arten. » Zeitschrift fuer Zoologische Systematik und Evolutionsforschung, vol. 21, no 4, p. 275-293.